# Bréal-sous-Montfort
Bréal-sous-Montfort (gallo B·ria [br̩ja] oder Beuria/Beria [bɘrja], bretonisch Breal-Moñforzh, Neubildung nach einem Vorschlag des Office public de la langue bretonne) ist eine französische Gemeinde mit 6430 Einwohnern (Stand: 1. Januar 2022) im Département Ille-et-Vilaine in der Region Bretagne. Bréal-sous-Montfort gehört zum Arrondissement Rennes und zum Kanton Le Rheu.
Die Bewohner werden Bréalais und Bréalaises genannt.
Die Gemeinde erhielt 2022 die Auszeichnung „Eine Blume“, die vom Conseil national des villes et villages fleuris (CNVVF) im Rahmen des jährlichen Wettbewerbs der blumengeschmückten Städte und Dörfer verliehen wird.

## Geographie
Der Dorfkern von Bréal-sous-Montfort liegt im Westen von Rennes und ist von dort über die Schnellstraße RN24 (Route nationale) etwa 20 Kilometer entfernt. Die Nord und Ostgrenze wird im Wesentlichen durch den Meu, eines Nebenflusses der Vilaine gebildet.

### Nachbargemeinden
Umgeben ist Bréal-sous-Montfort im Uhrzeigersinn von den Nachbargemeinden Saint-Thurial, Le Verger, Talensac, Mordelles, Goven und Baulon (für 50 Meter). Trotz des oberflächlichen Anscheins, hat Bréal keine gemeinsame Grenze mit der Gemeinde Chavagne.

## Ortsname
Der Ortsname Breal oder Breial ist erstmals für das 12. Jahrhundert belegt. Im Laufe des 19. Jahrhunderts, unter dem Zweiten Kaiserreich Napoléons III, bekam Bréal den Zusatz „sous-Montfort“, vermutlich um es vom ebenfalls im Departement Ille-et-Vilaine gelegenen Bréal-sous-Vitré zu unterscheiden und weil es verwaltungsmäßig zum damaligen Arrondissement Montfort-sur-Meu gehörte.
Es gibt – nicht völlig gesicherte – Hinweise, dass der Name Bréal sich vom altfranzösischen breuil herleitet, was wiederum von dem gallischen brogilo, lateinisch brogilum, was etwa „Wäldchen, das von einer Hecke oder einer Mauer umgeben ist“ (vermutlich ein gegen Feinde geschützter Ort), abstammt. Da sich Bréal am Ostrand einer sprachlich „gemischten“ Zone befindet, wo es im 9. Jahrhundert bretonische (vom Westen aus) und romanische (vom Osten und Süden) Einflüsse gab, ist es gut möglich, dass sich der gallorömische Name in dieser Zeit verfestigt hat und nicht bretonisch überformt wurde. Der Anteil bretonischer Ortsnamen liegt in dieser Gegend zwischen 5 % und 20 %. Möglicherweise hat sich ein Ort Bréal auch erst in der Zeit nach dem 10. Jahrhundert gebildet, als die Ackerflächen ausgeweitet und neue Orte entstanden sind. In dieser Zeit war die Region um Rennes herum unter romanischem Einfluss, was auf dem Gemeindegebiet von Bréal durch die vielen Ortsnamen, die auf ~ière, ~erie, ~ais, ~aye enden bezeugt wird. Ein bretonischer Name wie Breal-Moñforzh ist historisch nicht belegt, es handelt sich wohl um eine moderne Übersetzung im Rahmen der Förderung der bretonischen Sprache.

## Bevölkerungsentwicklung
| Jahr      | 1962 | 1968 | 1975 | 1982 | 1990 | 1999 | 2006 | 2017 | 2019 |
| Einwohner | 1616 | 1771 | 2518 | 3117 | 3399 | 3825 | 4484 | 6131 | 6404 |

## Sehenswürdigkeiten
Die Monumente und alten Gebäude in den französischen Gemeinden wurden im Laufe der Geschichte mehrere Male systematisch erfasst, darunter auch die In Bréal-sous-Montfort. Das erste Mal von Jean Baptiste Ogée Ende des 18. Jahrhunderts, dann von Paul Banéat Ende des ersten Drittels des 20. Jahrhunderts und in unserer Zeit vom französischen Kulturministerium, dessen Ergebnisse von der Region Bretagne übernommen wurden.
- Von den fast 30 Herrenhäusern deren Existenz auf das 15. Jahrhundert zurückgeht und die noch im ersten Drittel des 20. Jahrhunderts in Gänze oder als Überreste attestiert wurden bestehen heute nur noch wenige. Dazu gehören die Herrenhäuser aus dem 15. Jh. wie Molant, Cayer und Bernial, von dem nur noch die eindrucksvolle Nordfassade besteht und im Dorfkern selbst eines aus dem 16. Jh. an der Straße nach Goven. Andere aus dem 17. und 18. Jahrhundert haben die alten Gebäude ersetzt – genannt seien La Pommeraie, La Blanchardais, La Folie und la Brisardais.[15] Allerdings gab es große Reichtumsunterschiede zwischen den adligen Grundherren im Mittelalter. So hatte Ende des 15. Jahrhunderts die Familie d'Ust, Besitzer von Molant, Einkünfte von etwa 1500 Livres Tournois (als Ableitung des Karlspfundes mit der mittelalterlichen Mark ungefähr vergleichbar), während es für Jamet Fouchart, Herr auf Launay, nur 12 Livres waren.[16]
- Sankt-Malo-Kirche: Ein erster Bau, dem legendären Gründer des gleichnamigen Bistums, dem heiligen Malo (oder Machutus/Maclou) gewidmet, wurde 1152 erwähnt, als die Kirchengemeinde dem Domkapitel von Sankt-Malo gestiftet wurde. Die Nordkapelle im Chor der Kirche stammt aus dem 14. Jahrhundert. Im Jahre 1607 wurde das Taufbecken erneuert, der Glockenturm stammt von 1647. Das Schiff wurde 1829 restauriert.[17]
- Großkreuz auf dem alten Friedhof, seit 1933 als Monument historique eingeschrieben.
- Gallorömische Siedlungsreste bei dem Ort La Bouexière, seit 2000 als Monument historique eingeschrieben.
- Schloss Molant, in der Nähe des mittelalterlichen Herrenhauses von 1775 bis 1786 errichtet, seit 1993 als Monument historique klassifiziert.
- Schloss Haute-Forêt, erbaut von 1858 bis 1866 durch Jacques Mellet, seit 2007 in Teilen als Monument historique eingeschrieben.
- Windmühle La Roche, Mitte des 19. Jahrhunderts erbaut
- Erlebnispark Jardins de Brocéliande. Der Park ist aus einem ein Arbeitsprojekt für erwachsene Menschen mit Behinderung hervorgegangen, das 1995 begonnen wurde. Seit 1997 ist der Park für das Publikum geöffnet.[18]

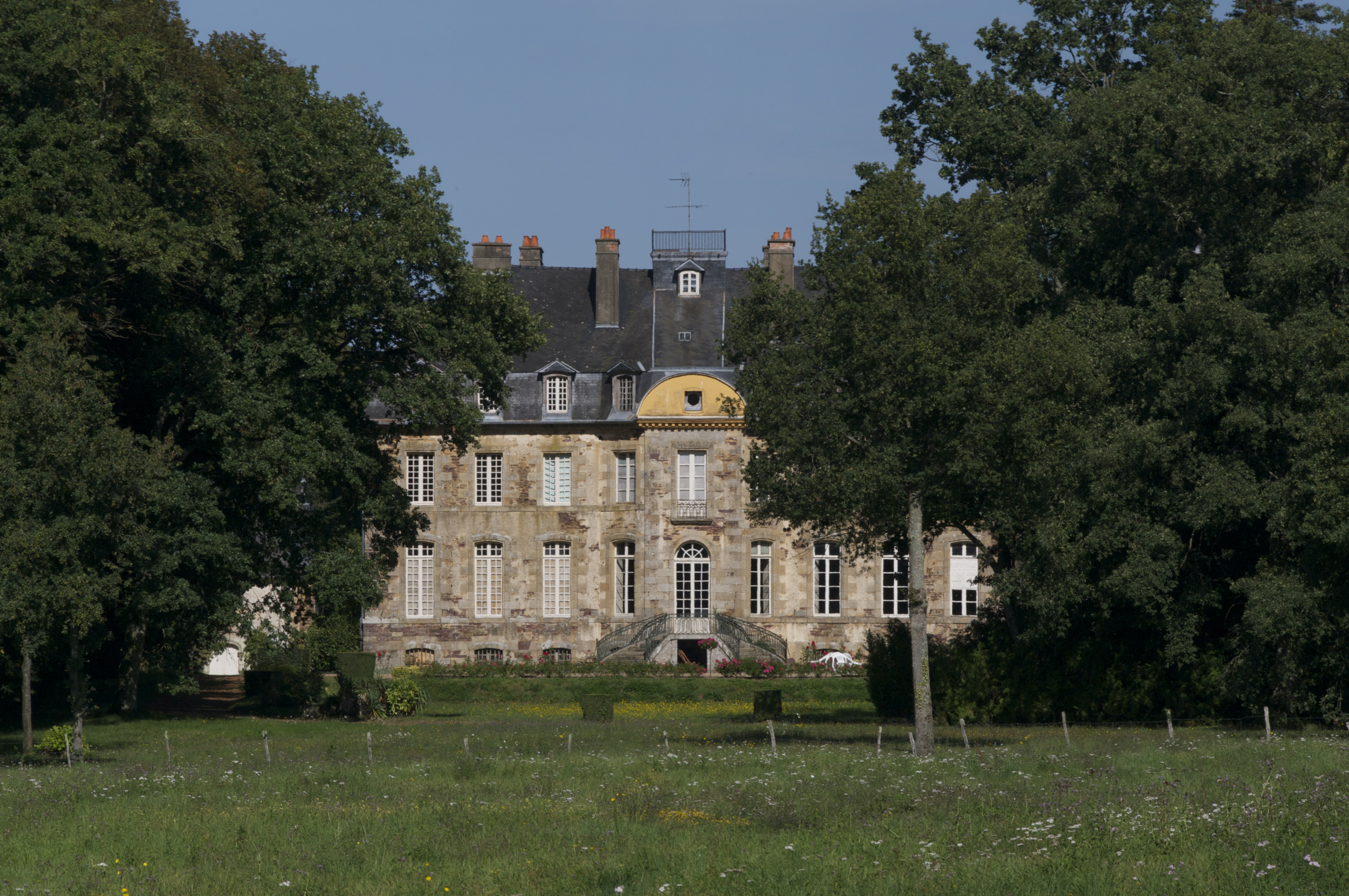
Schloss Molant
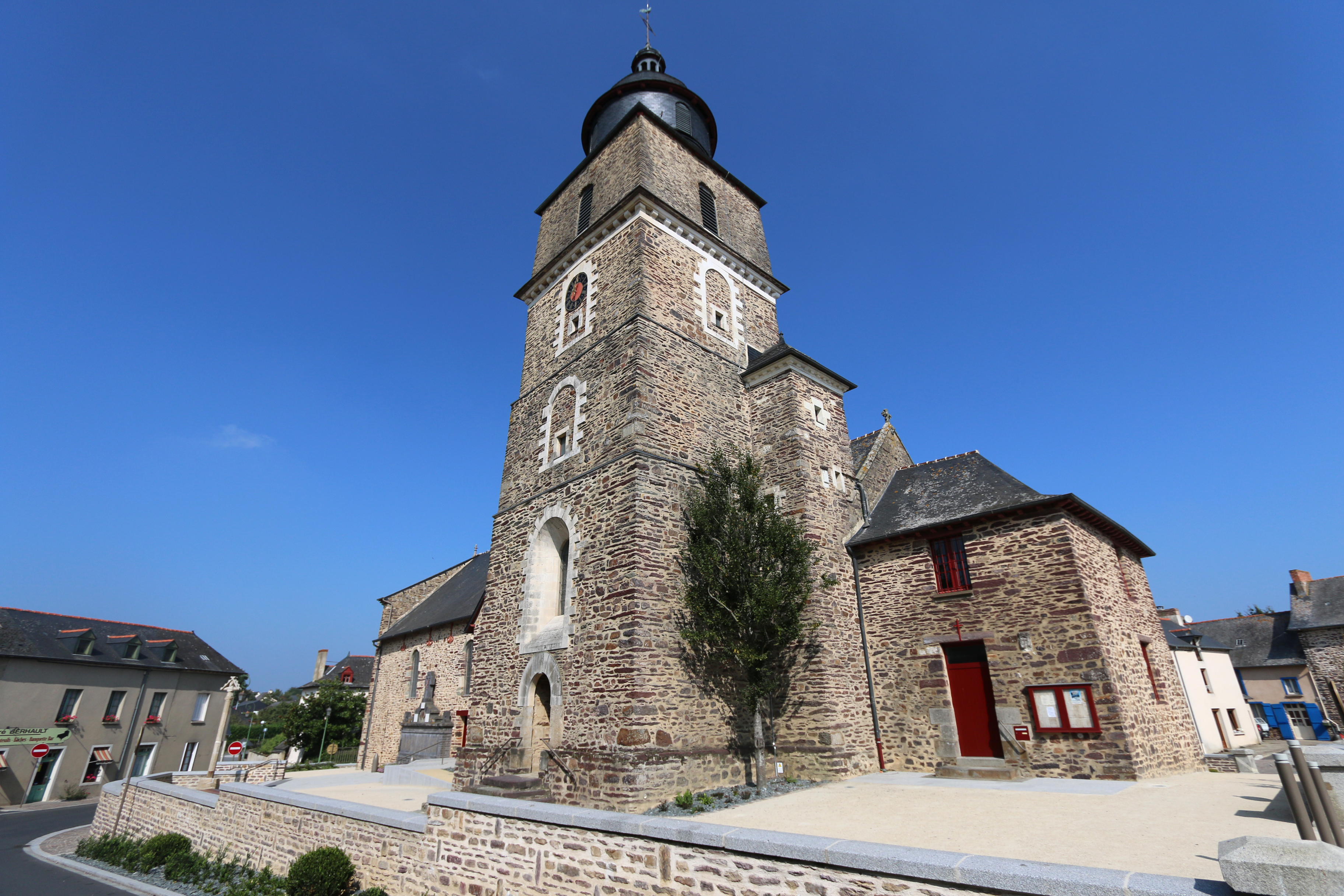
Sankt-Malo-Kirche
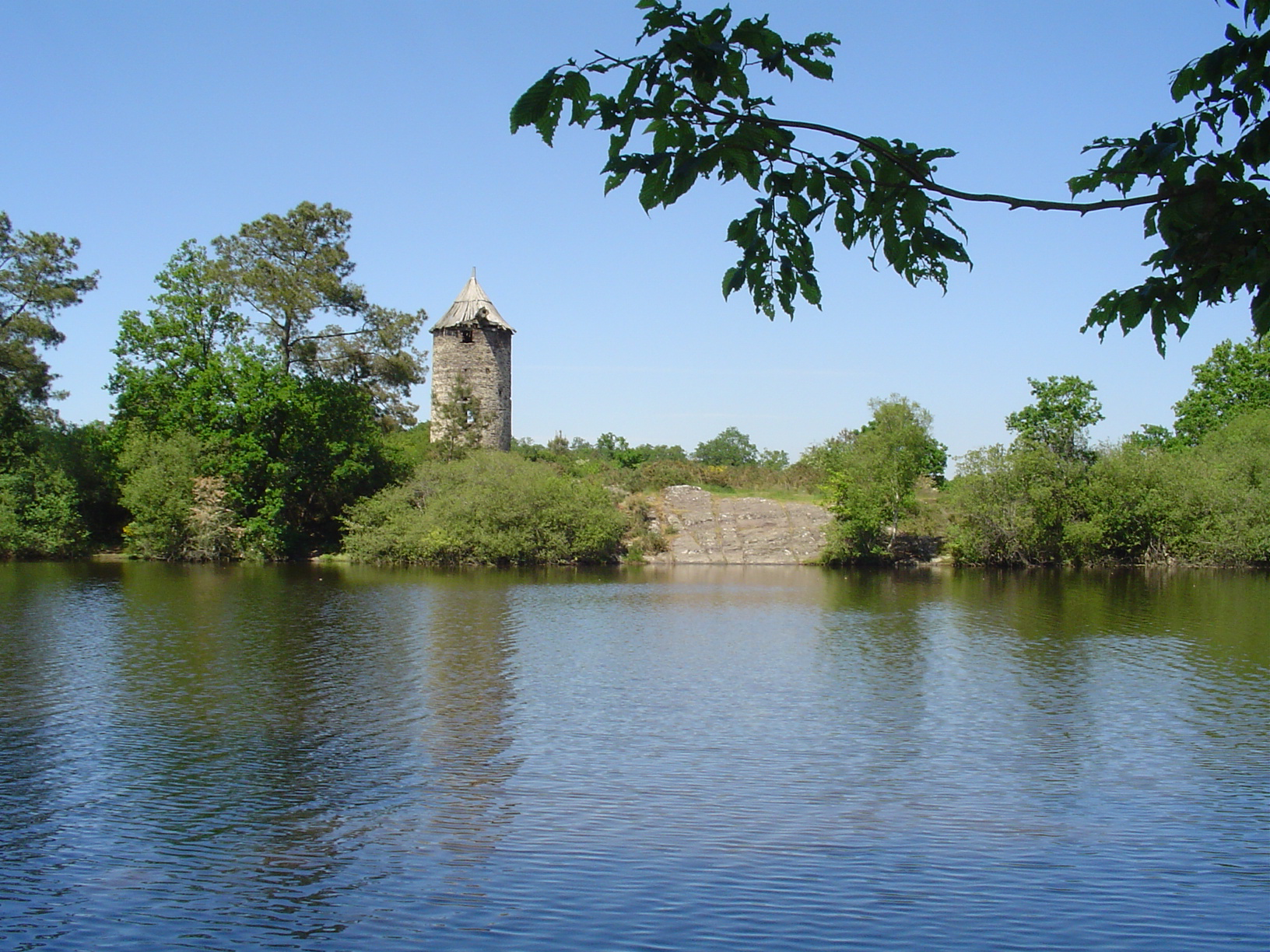
Die Mühle am Fels